# Harpactea deelemanae
Harpactea deelemanae là một loài nhện trong họ Dysderidae.
Loài này thuộc chi Harpactea. Harpactea deelemanae được miêu tả năm 1989 bởi Dunin.